# Kaire Nõmm
Kaire Nõmm (nascida a 20 de abril de 1971 em Tallinn) é uma arquitecta estoniana.
Em 1997 formou-se na Academia de Artes da Estónia na especialidade de arquitectura.
Desde 2014 trabalha na empresa Lahemahe OÜ. Ela também é a arquitecta da Paróquia de Hiiumaa.

## Trabalhos
- 2005: Ginásio do centro da cidade de Pärnu (com Heidi Urb, Katrin Koov e Siiri Vallner)[2]
- 2002: Sala de concertos de Pärnu (com Katrin Koov e Hanno Grossschmidt)[1]